# Соттер, Джордж
Джордж Соттер (англ. George William Sotter; 1879—1953) — американский художник-импрессионист.

## Биография
Родился 25 сентября 1879 года в Питтсбурге, штат Пенсильвания.
Затем оказался в Филадельфии, где провел многие годы. Обучался в Пенсильванской академии изящных искусств вместе с Эдвардом Редфилдом, который работал в художественной колонии в Нью-Хоупе.
Джордж Соттер с 1910 по 1919 год работал на кафедре живописи и дизайна в Университете Карнеги — Меллона. В 1919 году он переехал в округ Бакс, где прожил до конца жизни. В этот период времени он занимался изготовлением витражей, которые до сих пор находятся в церквях США.
Умер 6 мая 1953 года в городе Holicong, штат Пенсильвания.
В настоящее время некоторые его работы, продающиеся на аукционах, достигают стоимости 180 тыс. долларов. Они находятся во многих частных и государственных коллекциях.